# Берлин, Любовь Михайловна
Любовь Михайловна Берлин (в браке — Шапиро; 19 октября 1915, Ростов-на-Дону — 26 марта 1936) — советская спортсменка, мастер затяжных прыжков с парашютом. Первая в мире женщина, прыгнувшая с планера.

## Биография
Любовь Берлин родилась в 1915 году в Ростове-на-Дону. Когда Любе не было ещё года, семья переехала в Москву. После окончания школы училась в фабрично-заводском училище типографии «Правда», работала ручной сборщицей, затем училась в музыкальном техникуме (класс рояля).
Первый прыжок с парашютом совершила 3 августа 1933 года, а 30 мая 1935 года стала первой в мире женщиной, прыгнувшей с планера.
Погибла 26 марта 1936 года на Люберецком аэродроме во время очередного затяжного прыжка в паре с Тамарой Ивановой (парашютистки шли на мировой рекорд: прыгали с 5000 метров, должны были падать 80 секунд и раскрыться на высоте 1000 метров). Это был её пятидесятый прыжок с парашютом.
Была похоронена в Москве в 5 секции колумбария Новодевичьего кладбища.
В 1937 году в московском издательстве «Молодая гвардия» посмертно была издана книга Любови Берлин «Записки парашютистки».
Постановлением президиума Каменец-Подольского городского совета от 9 апреля 1936 года в Каменце-Подольском на Русских поместьях Виттовская улица была переименована в улицу Любы Берлин. 4 июля 2017 года в рамках декоммунизации улицу переименовали в честь архитектора Яна де Витте.